# Burgtheater
Burgtheater (Dvorsko kazalište) jedna je od znamenitosti na bečkom Ringu i jedna od najcjenjenijih pozornica njemačkog govornog područja. Nalazi se u samom središtu Beča u neposrednoj blizini gradske vijećnice te zgrada austrijskog Parlamenta i Bečkog sveučilišta. 
Kazalište se izvorno nazivalo k.k. Theater nächst der Burg, te kasnije k.k. Hof-Burgtheater do 1918. godine. Stara zgrada kazališta nalazila se na Michaelerplatz-u, u kojoj je zadnja predstava izvedena 12. listopada 1888. godine.  
"Novi" Burgtheater na Ringu nasuprot gradske vijećnice sagradili su u neobaroknom stilu Gottfried Semper (tlocrt) i Karl Hasenauer (pročelja). Izgradnja je započela 16. prosinca 1874. i protegnula se na dugih 14 godina, tijekom kojih se arhitektonski dvojac razišao. 
Poznati bečki slikar Gustav Klimt zajedno je s bratom Ernstom Klimtom i Franzom Matschom oslikao stropove novog kazlišta u godinama između 1886. i 1888.
Od 2009. umjetnički direktor kazališta je Matthias Hartmann.

## Vanjske poveznice
- www.burgtheater.at